# Luis Artime
Luis Artime (Parque Civit (Mendoza), 2 december 1938) is een voormalig Argentijnse voetballer. 
Artime werd vier keer topschutter van de Argentijnse competitie, drie keer van de Uruguyaanse en één keer van de Copa Libertadores. Nadat hij zijn carrière begon bij Atlanta werd hij een grote ster bij River Plate. In 1967 verkaste hij naar Independiente en won daarmee de titel. Na een verblijf bij het Braziliaanse Palmeiras in 1969 ging hij voor het Uruguyaanse Nacional spelen. Met deze club won hij drie titels op rij, werd telkens topschutter en won in 1971 de Copa Libertadores. Na nog een kort avontuur bij het Braziliaanse Fluminese keerde hij terug naar Nacional. Echter moest deze club nu het onderspit delven voor eeuwige rivaal CA Peñarol. 
Voor het nationale elftal trad hij 25 keer aan en scoorde 24 keer. Zijn zoon Luis Fabián Artime speelde ook profvoetbal.